# Kanton Domène
Kanton Domène (fr. Canton de Domène) je francouzský kanton v departementu Isère v regionu Rhône-Alpes. Skládá se z 12 obcí.

## Obce kantonu
- Chamrousse (část obce)
- La Combe-de-Lancey
- Domène
- Laval
- Murianette
- Revel
- Sainte-Agnès
- Saint-Jean-le-Vieux
- Saint-Martin-d'Uriage
- Saint-Mury-Monteymond
- Le Versoud
- Villard-Bonnot